# Langgen
Langgen is een bestuurslaag in het regentschap Tegal van de provincie Midden-Java, Indonesië. Langgen telt 3358 inwoners (volkstelling 2010).